# Koudegolf van 2013-2014 in Noord-Amerika

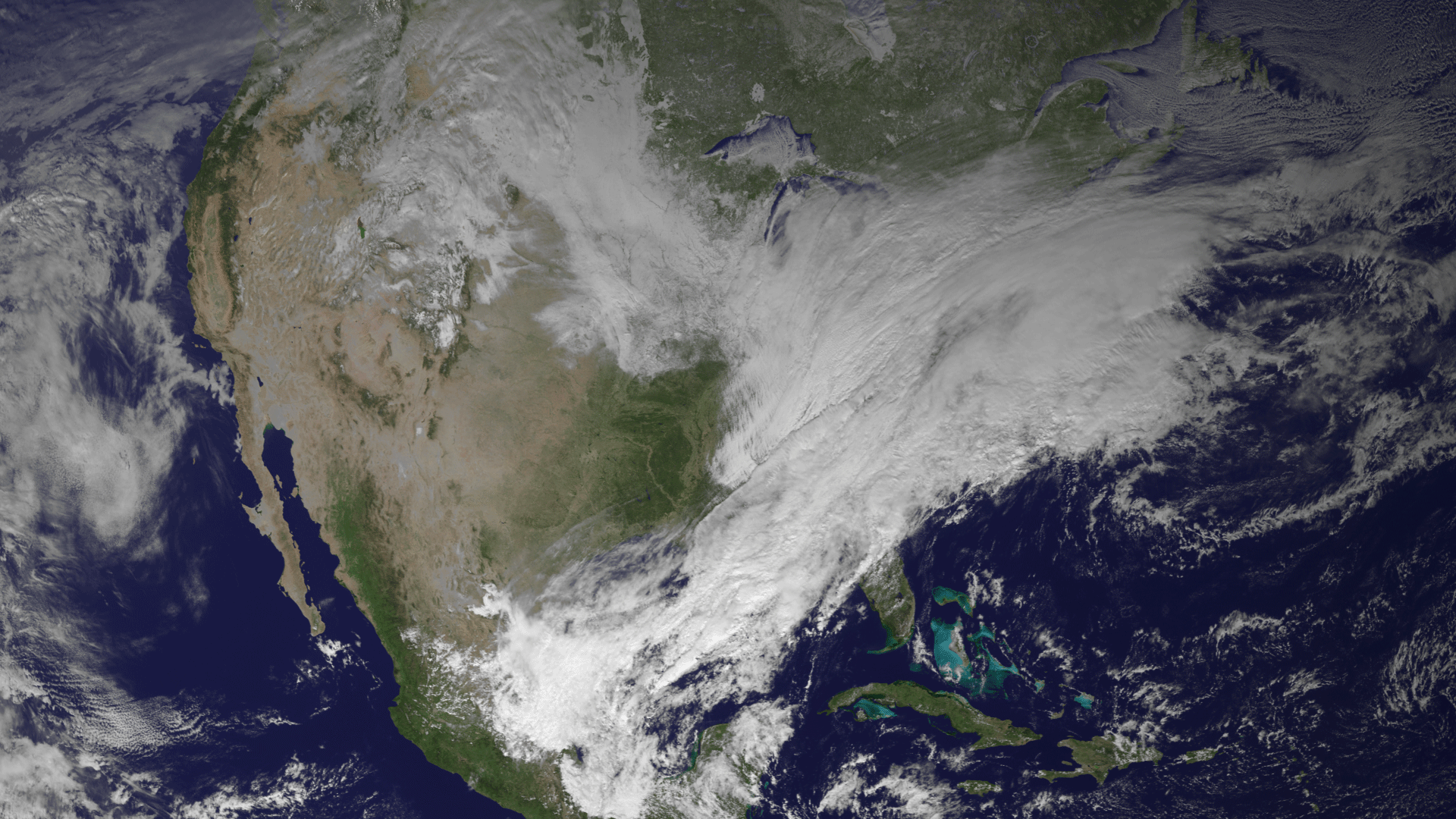
Satellietbeeld van 2 januari 2014 van het koude winterweer

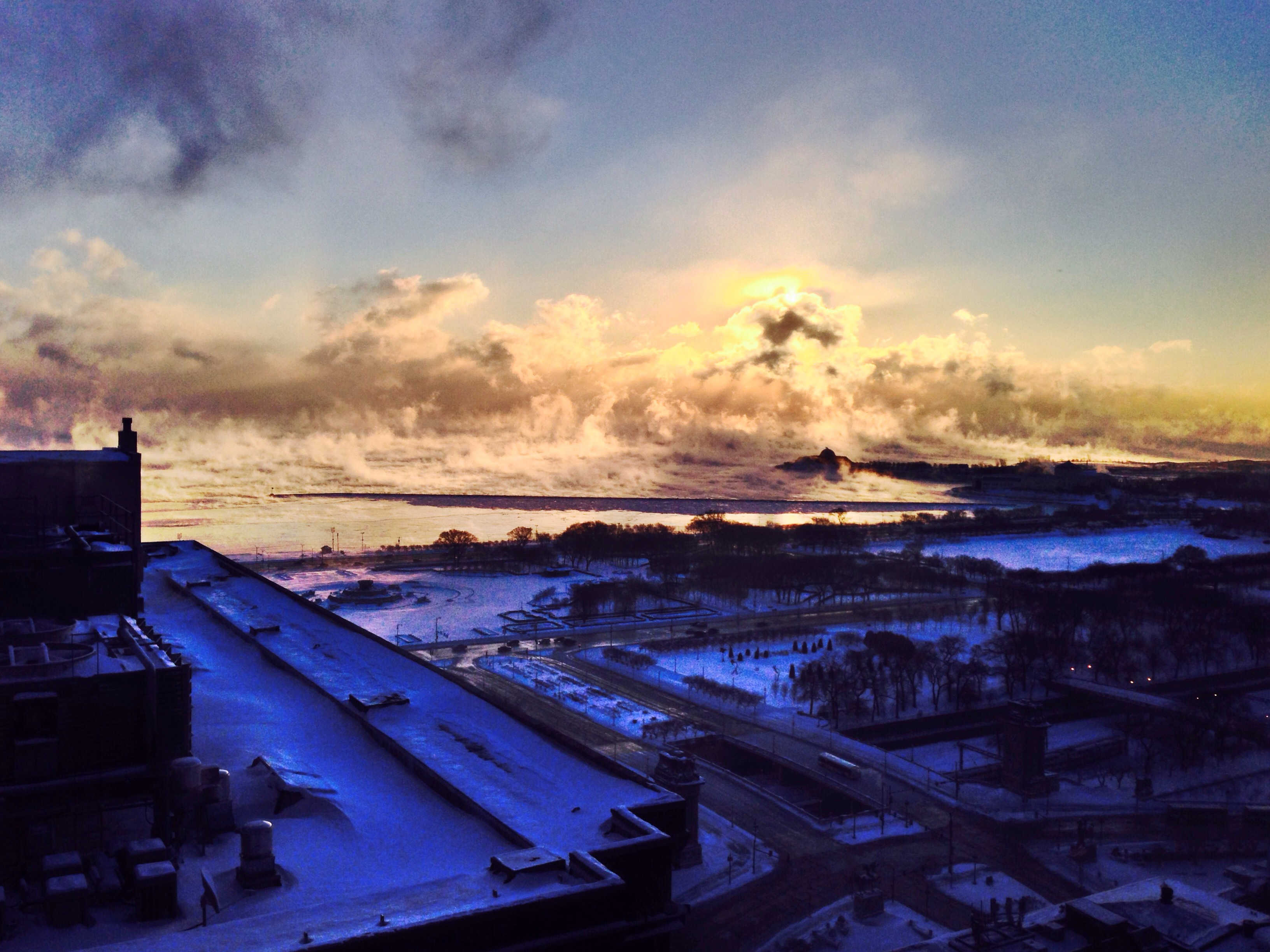
Chicago op 6 januari 2014, met waterdamp die opstijgt van Lake Michigan

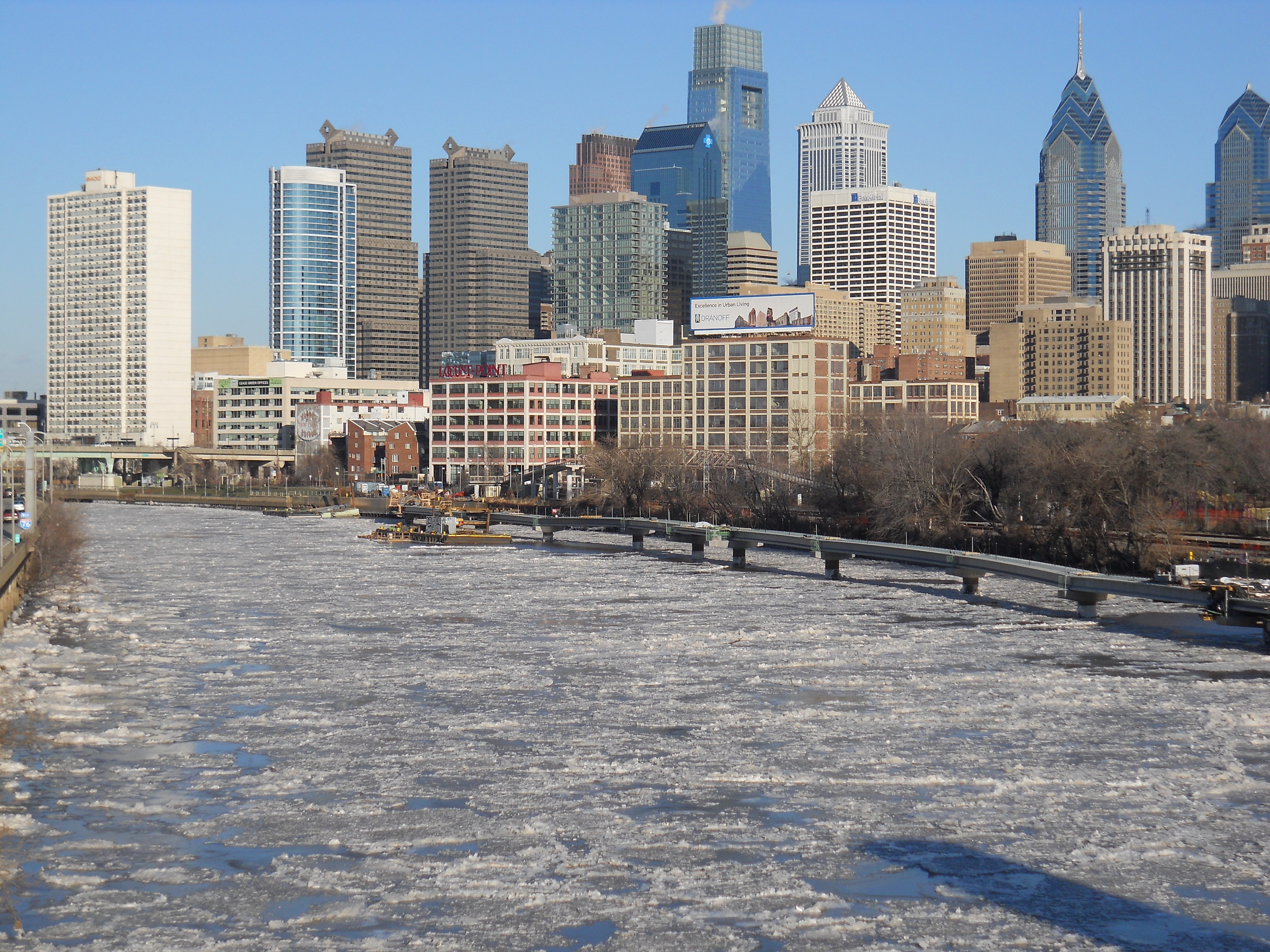
IJsvorming op de Schuylkill River in Philadelphia

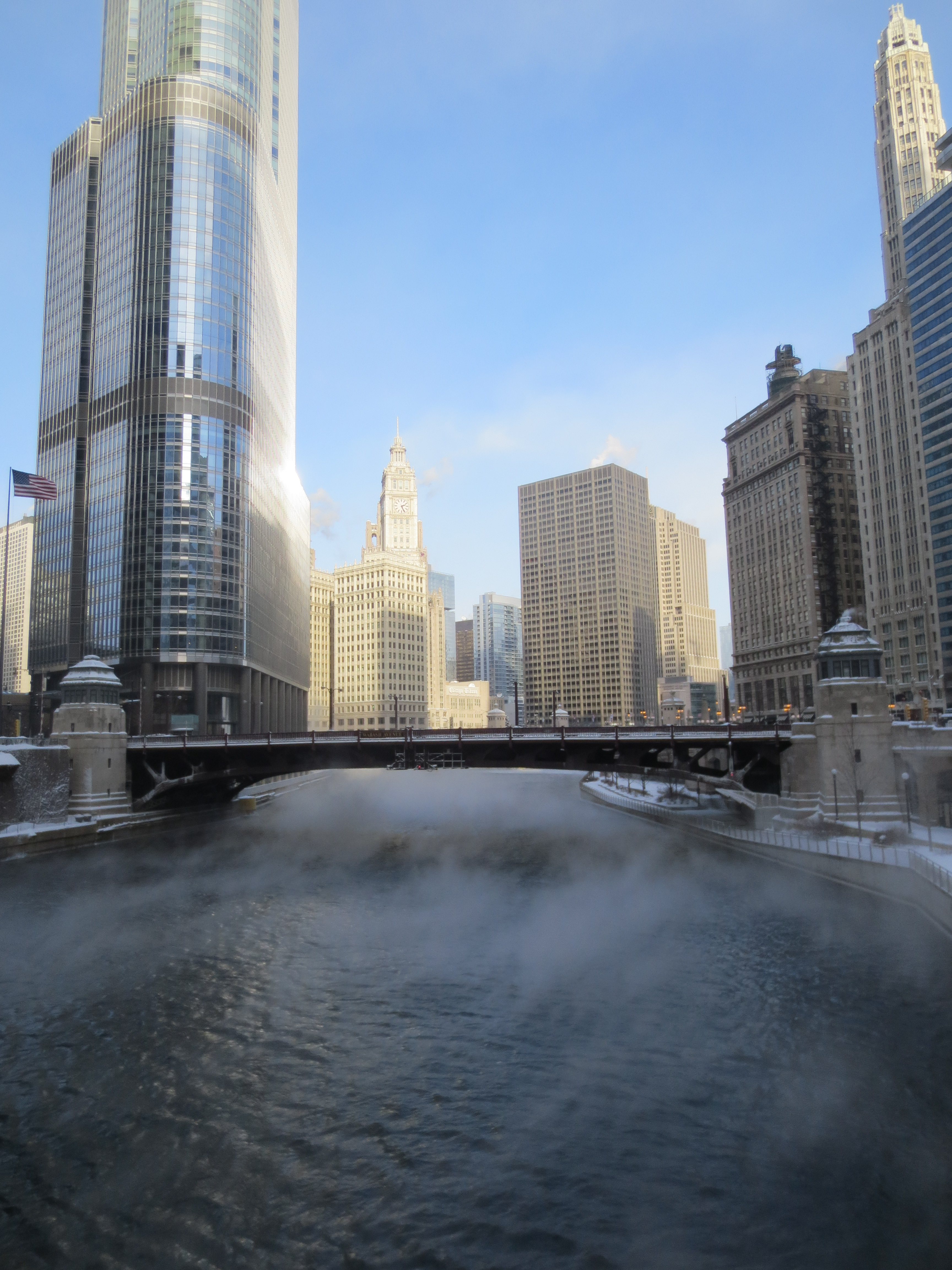
De "stomende" Chicagorivier op 7 januari 2014

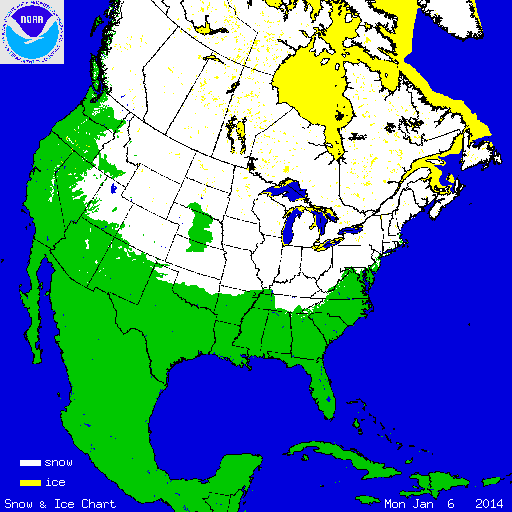
Het gebied dat met sneeuw bedekt was op 6 januari 2014

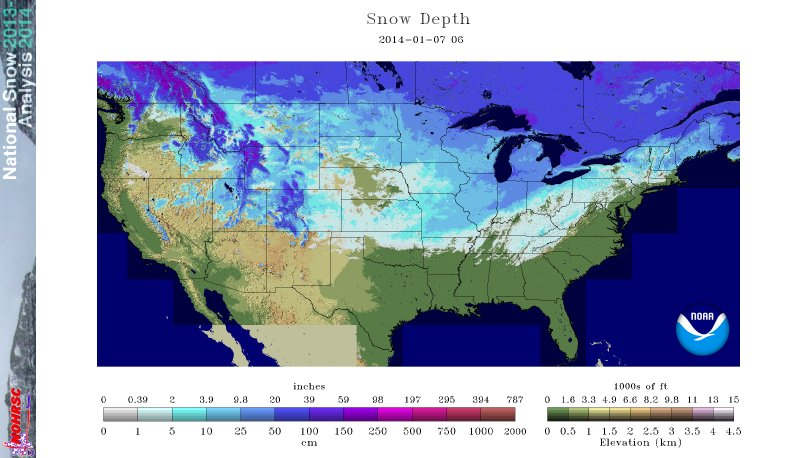
Sneeuw op 7 januari 2014

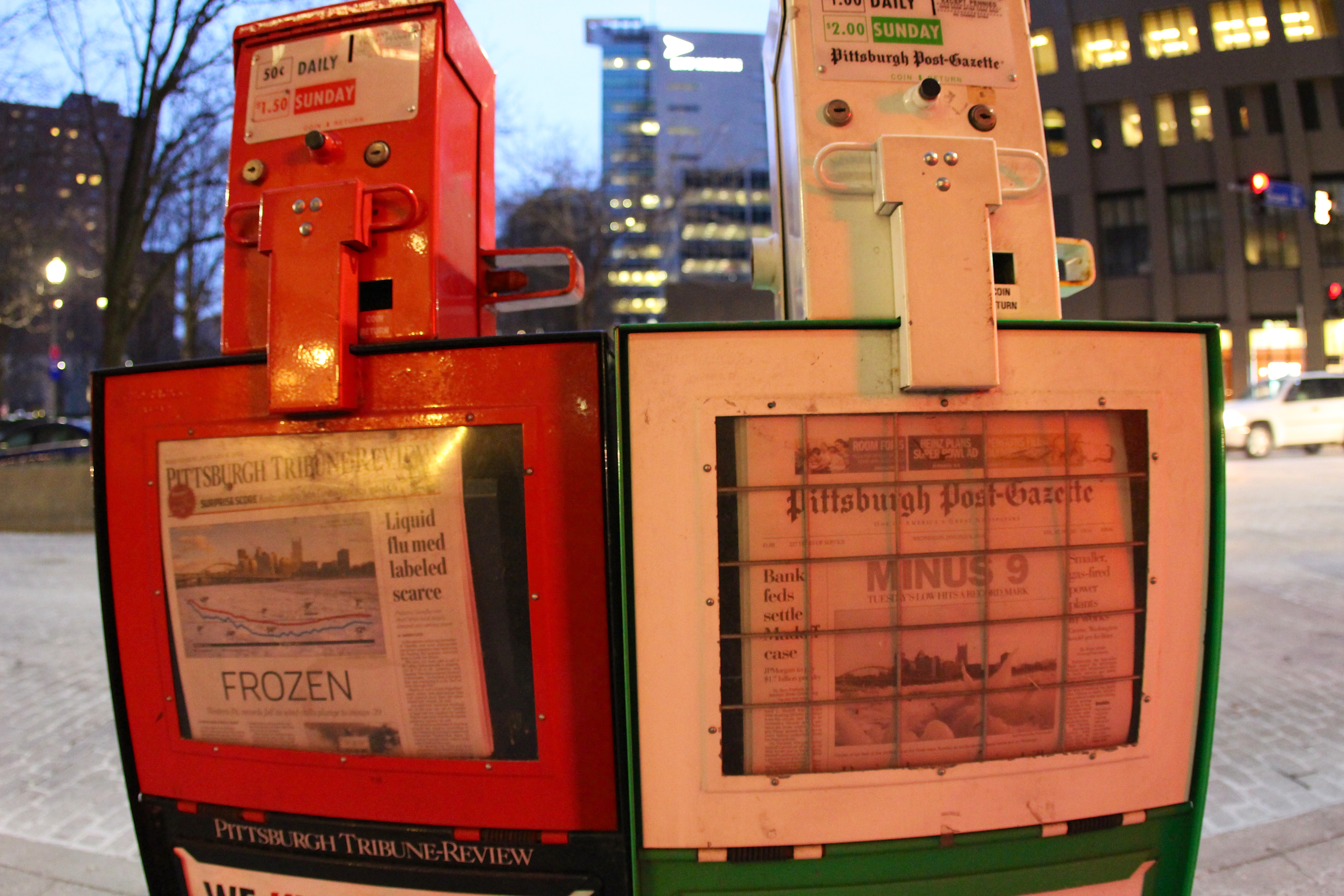
Krantenkoppen op 8 januari 2014

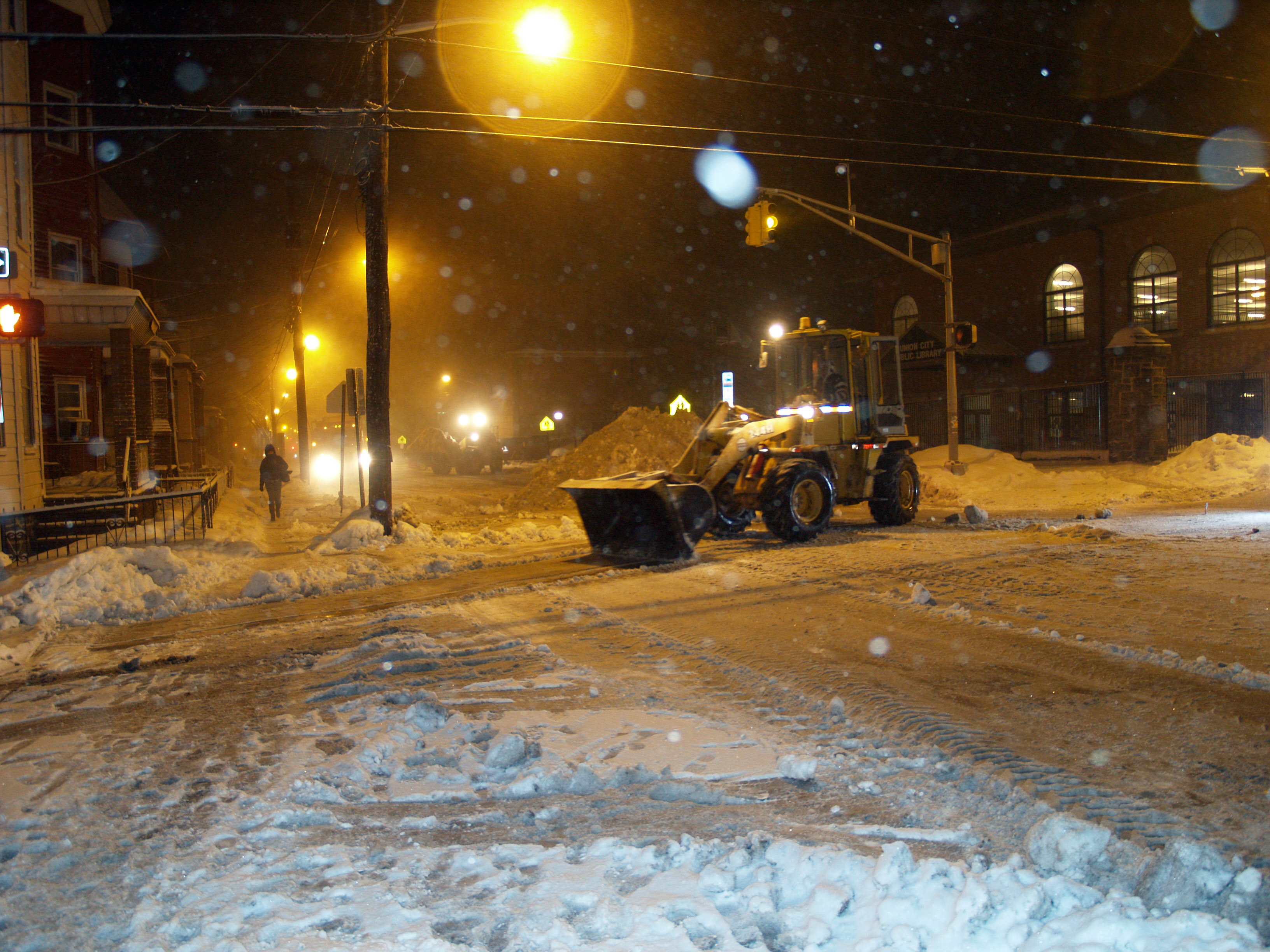
Wielladers ruimen sneeuw in Union City (New Jersey) op 15 februari 2014.

De koudegolf van 2013 en 2014 in Noord-Amerika was een periode van extreem weer van december 2013 tot april 2014 in Noord-Amerika, meer bepaald in Canada en het oostelijke en centrale deel van de Verenigde Staten. De koudegolf werd veroorzaakt door een zuidwaartse verschuiving van de polar vortex van de Noordpool, die leidde tot zware sneeuwval en recordlaagtetemperaturen. Het weg- en luchtverkeer werd verstoord, en vele openbare gebouwen zoals scholen en overheidsinstellingen werden gesloten. Door de extreme koude en bij ongevallen te wijten aan het extreme weer zijn minstens 21 mensen overleden.

## Ontstaan en verloop
De koudegolf vatte aan begin december 2013 met een verzwakking van de polar vortex, die koud weer tot gevolg had in Canada en het oostelijke en centrale deel van de Verenigde Staten. Een eerste grote koudegolf deed zich voor van 6 tot 10 december 2013. Na 10 december werden de temperaturen weer stabiel. Van 20 tot 23 december werden Centraal- en Oost-Canada door een sneeuwstorm getroffen.
Een tweede koudegolf deed zich voor begin januari 2014, waarna de koudeperiode zich doorzette tot april 2014 met temperaturen die onder het gemiddelde lagen en soms zelfs een daglaagterecord bereikten. Op 2 januari 2014 verzwakte de normale polar vortex door een plotse stratosferische opwarming en bewoog zich een arctisch koufront, aanvankelijk gecombineerd met een nor'easter, over Canada en de Verenigde Staten. Deze storm bracht hevige sneeuwval met zich mee. Daarnaast ging het koufront ook gepaard met regen en sterke winden, die de gevoelstemperatuur nog kouder maakten, tot zelfs -48 °C. De koudeperiode hield aan in de maanden februari en maart, waarin nog steeds laagterecords werden opgemeten. Vanaf 10 april 2014 stegen de temperaturen naar het gemiddelde en boven het gemiddelde onder invloed van een hogedrukgebied en kwam er een einde aan de koudegolf.

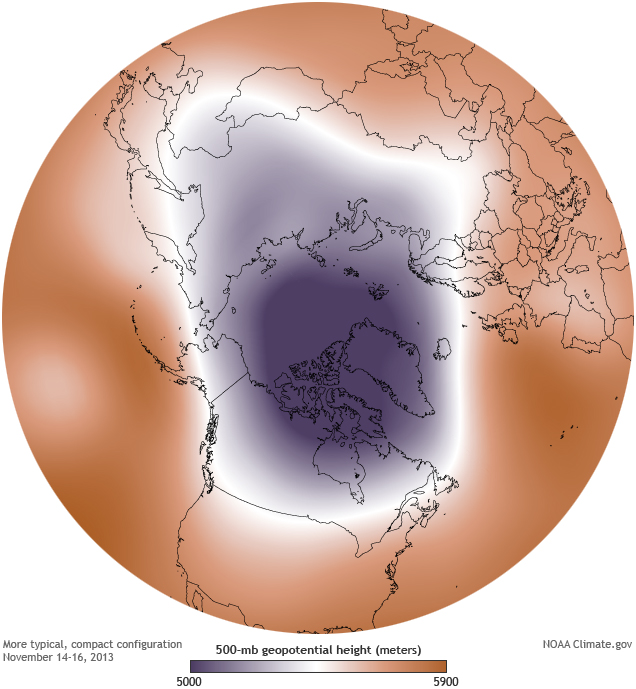
De normale polar vortex in november 2013
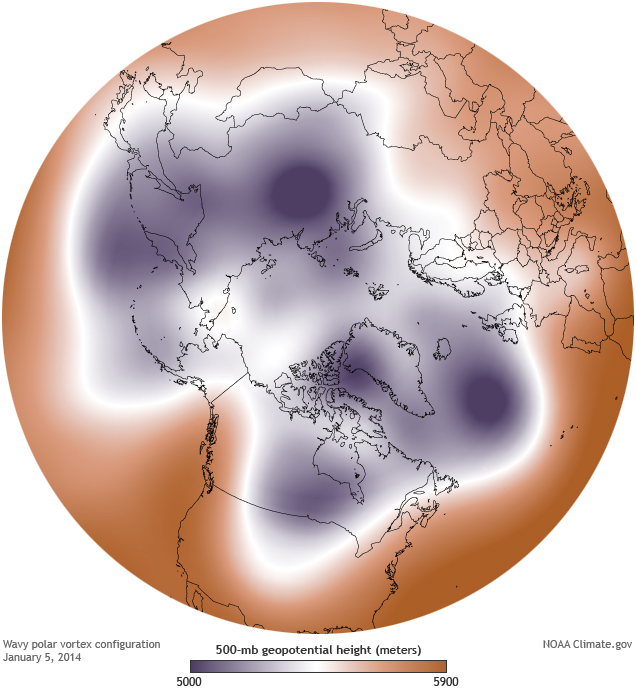
Een polar vortex die zich zuidwaarts uitstrekt op 5 januari 2014

### Temperatuur

#### Januari
Door de extreme koude werden nieuwe recordlaagtetemperaturen opgemeten in verschillende plaatsen in de Verenigde Staten, zoals -28 °C in Green Bay op 3 januari en -27 °C op de O'Hare International Airport in Chicago op 6 januari. Op 7 januari werden er minstens 49 laagterecords voor die dag opgemeten in de V.S. In New York werd er met 4 graden Fahrenheit (ongeveer -15,5 °C) een nieuw record voor die dag opgemeten, lager dan het vorige laagterecord uit 1896. Embarrass in de staat Minnesota had die dag met -37 °C de laagste temperatuur van de V.S.
Ook in Canada sneuvelden dagrecords, met bijvoorbeeld -24 °C in Hamilton, en -25 °C in London.

#### Februari – april
De koudeperiode zette zich tot april 2014 door. Verschillende steden in de V.S. hadden hun koudste februari in jaren, o.a. Green Bay, Minneapolis-St. Paul, Kansas City, Fort Wayne, Dubuque, Peoria, Rochester, Madison en Moline. Ook in de eerste week van maart werden uitzonderlijk lage temperaturen opgemeten, met laagterecords in 18 verschillende staten van de V.S., zoals -27 °C in Flint en -24 °C in Rockford op 3 maart. Het was de koudste maand maart ooit voor Caribou, Bangor, Montpelier, Glens Falls, Gaylord en Houghton Lake. Voor verscheidene andere steden was de maand maart een van de drie koudste ooit.

### Regen en sneeuw
Op 3 januari viel er in Boston meer dan 18 cm sneeuw. Rond Detroit viel er 28 cm sneeuw. In de staat New Jersey, waar scholen en overheidsgebouwen sloten, viel er 25 cm. Op 5 januari trok een stormfront over de streek van de Grote Meren. In Chicago viel er 13 tot 18 cm sneeuw, wat leidde tot 1200 geannuleerde vluchten op de O'Hare en Midway-luchthavens. Meer naar het zuiden van de V.S. was de sneeuwval lichter, met onder andere tussen 1,3 en 5,1 centimeter sneeuw in de staat Tennessee.
In Canada bracht het koufront voor het grootste gedeelte van het land regen en sneeuw met zich mee en werden er wegen afgesloten en scholen en universiteiten gesloten door het extreme weer. In Nova Scotia en Newfoundland en Labrador werden er na 2 januari blizzardwaarschuwingen afgekondigd. De streek ten noorden van London in de provincie Ontario werd op 6 en 7 januari getroffen door een blizzard, en waarschuwingen voor andere counties in Ontario en Quebec bleven van kracht. Verscheidene plaatsen in de provincie Ontario langs het Ontariomeer en de Saint Lawrence kregen te maken met vorstbevingen.

### Samenvatting van het winterseizoen

#### Verenigde Staten
De winter van 2013-2014 was de koudste winter sinds die van 2009-2010 en een van de koudste ooit in delen van het Middenwesten. Volgens het National Climatic Data Center van NOAA was de periode van december 2013 tot februari 2014 de 34e koudste periode voor de 48 continentale staten van de V.S. sinds het begin van de metingen in 1895 en was de gemiddelde temperatuur -0,4 °C, wat onder het gemiddelde van de 20e eeuw ligt. Het was een van de tien koudste winters voor de staten Wisconsin, Michigan, Minnesota, Iowa, Indiana, Illinois en Missouri. Voor zeventien andere staten was de periode kouder dan gemiddeld. Ondanks de hevige sneeuwval, was de periode december-februari droger dan gemiddeld. Het was de op acht na droogste winter ooit voor de 48 continentale staten, maar de totale oppervlakte van diezelfde 48 staten die met sneeuw werd bedekt, was de 10e grootste ooit volgens Rutgers University Snow Lab. Het winterseizoen in Detroit had de meeste sneeuw ooit voor de stad.
Anderzijds was het volgens de NOAA de warmste winter ooit in Californië (2,4 °C boven het gemiddelde) en de vierde warmste ooit in Arizona. Voor Alaska was het de achtste warmste winter ooit. De eerste twee maanden van 2014 waren de warmste ooit in de steden Los Angeles, San Francisco, Las Vegas, Phoenix, Tucson en Fresno. Californië, Arizona en New Mexico hadden hun op twee na droogste winter ooit. Januari en februari waren nooit droger geweest in de steden Dallas, Tulsa en El Paso, dat pas zijn eerste neerslag kreeg eind maart.

#### Canada
Voor Canada was de winter een van de koudste en sneeuwrijkste van de laatste decennia. Winnipeg had zijn op een na koudste winter in 75 jaar en de koudste in de laatste 35 jaar, met 50% meer sneeuwval dan gemiddeld. Voor Saskatoon was het de koudste winter in 18 jaar en voor Windsor was het de koudste winter in 35 jaar met de meeste sneeuwval ooit. Toronto had de koudste winter in 20 jaar, met minstens tien dagen waarop de temperatuur onder -20 °C ging. Ook voor St. John's was het de koudste winter in 20 jaar, met de meeste sneeuwval in zeven jaar en een recordaantal dagen met storm. Vancouver had een van de koudste en sneeuwrijkste februarimaanden in 25 jaar.

## Gevolgen

### Verenigde Staten
Door de koude en de extreme weersomstandigheden werden vele handelszaken, scholen, openbare gebouwen en wegen gesloten, en waren er soms ook stroomstoringen. In de Verenigde Staten alleen werd het aantal mensen dat door de koudegolf getroffen werd, geschat op zo'n 200 miljoen mensen.
In de staat Minnesota gaf gouverneur Mark Dayton het bevel om alle openbare scholen te sluiten op maandag 6 januari. De laatste keer dat dit gebeurde was in 1997. Ook in de staat Ohio bleven de scholen op 6 en 7 januari dicht. Tijdens de koudegolf van 27 en 28 januari werd er in sommige staten eveneens besloten om scholen te sluiten.
Er werden ook veel vliegtuigvluchten afgeschaft. Op maandag 6 januari werden er in totaal zo'n 3700 vluchten geschrapt, nadat verschillende duizenden vluchten tijdens het voorgaande weekend waren geannuleerd. John F. Kennedy International Airport in New York werd op 5 januari twee uur gesloten omdat een vliegtuig van Delta Air Lines door de vriesregen tijdens het taxiën van de baan was gegleden. Ook het treinverkeer werd door het extreme weer verstoord. Treinen van Amtrak kwamen bijvoorbeeld vast te zitten in de sneeuw en de dienstverlening werd geminimaliseerd.
De financiële kost van het extreem koude weer begin januari 2014 werd geschat op 5 miljard Amerikaanse dollar. De vliegtuigmaatschappijen die vluchten hadden moeten annuleren, zouden volgens schattingen zo'n 50 tot 100 miljoen dollar hebben verloren.
Eenentwintig mensen zouden door de koudegolf overleden zijn, meestal ten gevolge van de extreme koude of de gevaarlijke toestand op de wegen.

### Canada
Ook in Canada waren er problemen met stroomuitval en verkeersproblemen, zowel bij de sneeuwstorm van eind december, als bij de koudegolf van begin januari. Vele wegen werden afgesloten, en openbare gebouwen en scholen sloten de deuren. In Zuid-Ontario en landelijk Manitoba werden de meeste scholen gesloten op 6 en 7 januari omwille van de extreme koude, de hevige winden en de sneeuwval. In gebieden met beperkte sneeuwval bleven de scholen open.
De sneeuwstorm van december zorgde voor stroomuitval voor 380.000 mensen in de provincie Ontario. Door een stroomstoring in Newfoundland op 5 januari 2014 zaten 190.000 mensen zonder elektriciteit.
Het luchtverkeer van de luchthavens van Montreal en Ottawa liep vertragingen op. Meerdere vluchten van de Toronto Pearson International Airport werden geannuleerd omdat de extreme koude materieel bevroor en omdat er veiligheidsproblemen waren voor werknemers die buiten in de koude werkten.